# Margaret Olley

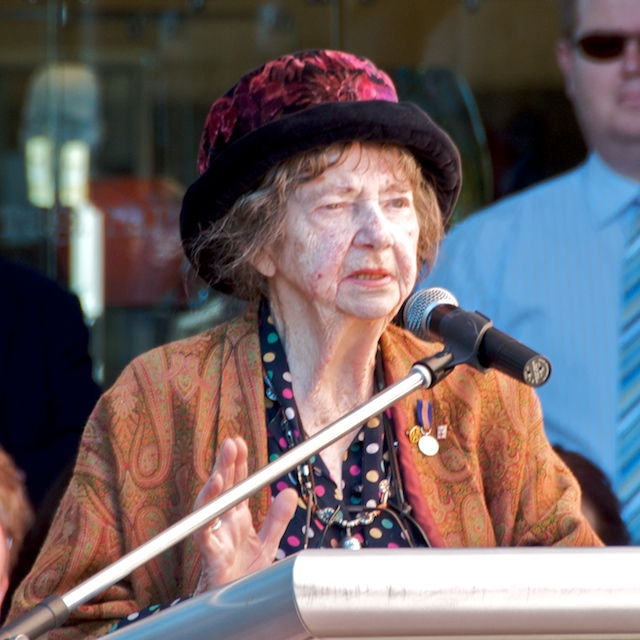
Margaret Olley bei der Wiedereröffnung der Regional Art Gallery in Maitland, 2009.

Margaret Olley AC (* 24. Juni 1923 in Lismore, New South Wales; † 25. Juli 2011 in Paddington, New South Wales) war eine australische Malerin mit mehr als neunzig Einzelausstellungen.

## Leben
Margaret Hannah Olley war das älteste Kind des Bauern Joseph Olley und dessen Ehefrau Grace, einer Krankenschwester. Die Familie zog bald nach Tully, südlich von Cairns, wo ihre Geschwister Elaine und Ken geboren wurden, und zog während der Weltwirtschaftskrise weiter nach Brisbane. Mit sechs Jahren besuchte Olley ein Internat in Townsville, wo sie die Malerei für sich entdeckte. Ab 1935 besuchte sie das Internat Somerville House in Brisbane; hier wurde ihr Talent von der Kunstlehrerin Caroline Barker gefördert.
1941 schrieb sie sich am Brisbane Technical College für Kunstunterricht ein. 1942 zog sie zum McMahons Point in Sydney und studierte am East Sydney Technical College zusammen mit ihrer Schulfreundin, der Künstlerin Margaret Cilento.

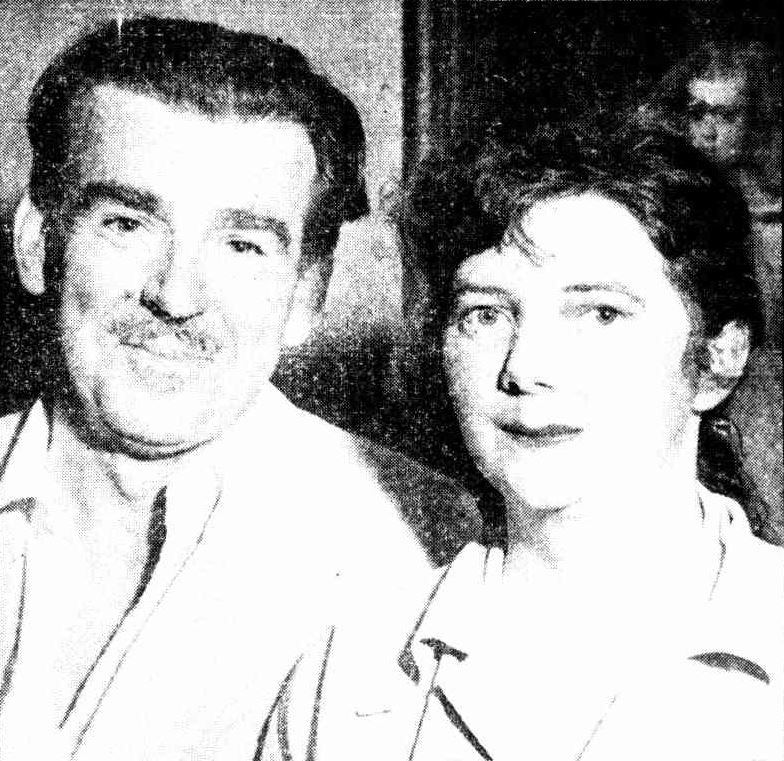
William Dobell mit Margaret Olley, 1949.

Olley schloss dort 1945 mit Auszeichnung (with honours) ab und begab sich in die Kunstszene von Sydney, wo sie sich mit Künstlern wie Russell Drysdale, Sidney Nolan und auch William Dobell anfreundete. 1948 erhielt sie hier erstmals breite öffentliche Aufmerksamkeit, als William Dobell, der sie in extravaganter Kleidung porträtiert hatte, für dieses umstrittene Gemälde den Archibald Prize erhielt. Die intensive mediale Aufmerksamkeit irritierte die schüchterne junge Frau, die sich auch wegen der negativen Bewertungen ihrer eigenen künstlerischen Arbeit durch die Presse gekränkt fühlte. Ihre Arbeiten hatte sie bereits in ihrer ersten Einzelausstellung gezeigt und im Jahr zuvor den Mosman Prize gewonnen.
1949 ging Olley nach Europa, die erste von vielen weiteren Reisen nach Übersee, die sie bis weit in die 1970er Jahre hinein auch wieder nach Europa, in die Vereinigten Staaten, nach Papua-Neuguinea, Indien, in die Türkei und nach Kambodscha unternahm. Bei ihrem ersten Europaaufenthalt studierte sie in Paris an der Académie de la Grande Chaumière und verblieb dort bis 1953. In diesem Jahr starb ihr Vater, worauf sie  nach Brisbane zurückkehrte um bei ihrer Mutter zu leben.
Die 1950er Jahre erwiesen sich als eine schwierige Zeit in Olleys Leben, gescheiterte Beziehungen und eine Abtreibung führten zur Heirat ihres engen Begleiters, dem homosexuellen Künstler Donald Friend, hinzu kam ihr Problem mit Alkohol, dem sie zur Überwindung ihrer Schüchternheit in Künstlerkreisen gerne zusprach, von dem sie aber abhängig wurde. Olley entschied sich 1959 für den Entzug in einer Klinik und suchte erfolgreich Hilfe bei den Anonymen Alkoholikern. Ab diesem Wendepunkt wurde ihre Malerei immer selbstbewusster und fand Anklang bei Käufern. Kluges Investieren in Immobilien ermöglichte ihr ein komfortables Einkommen.

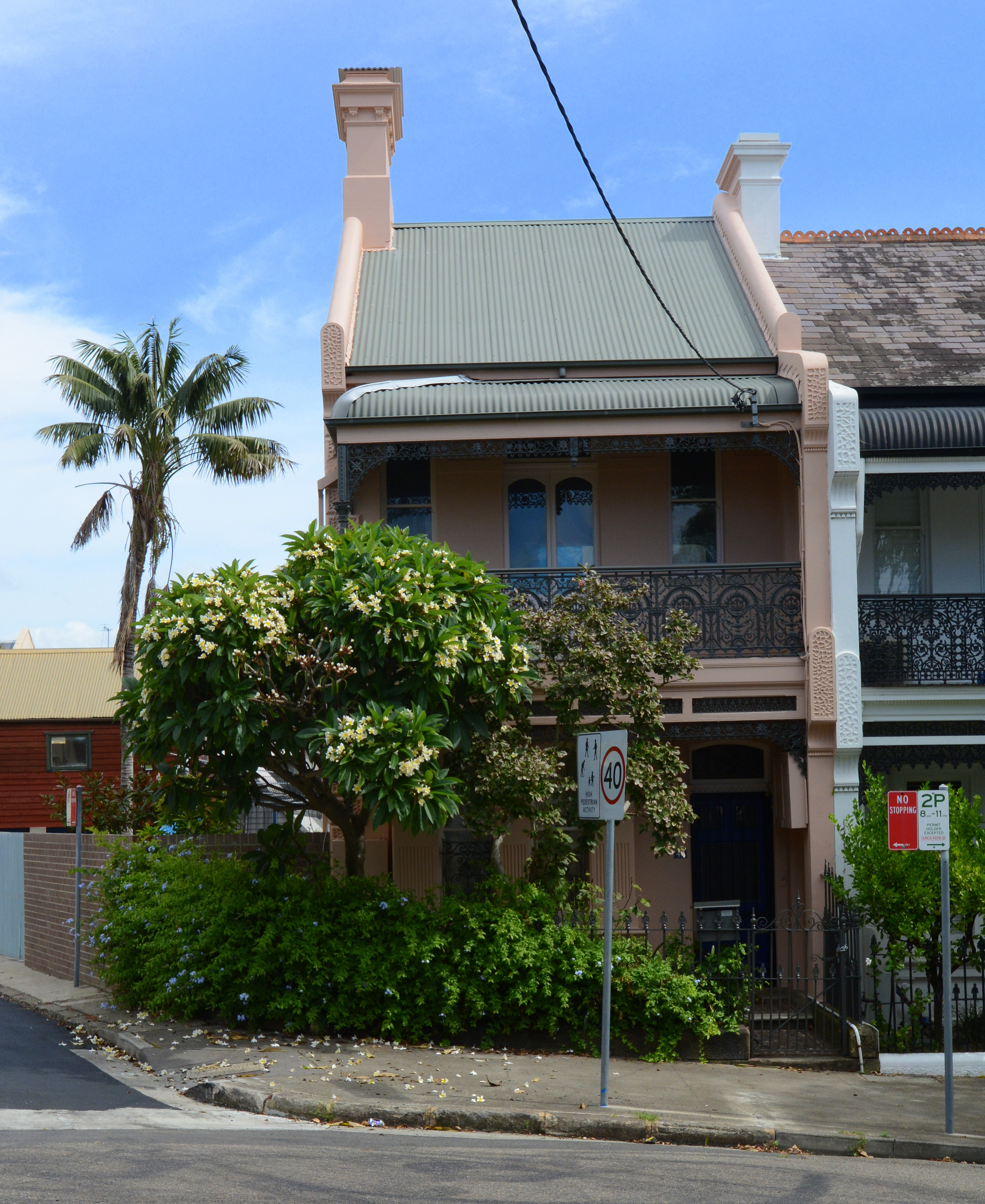
Olleys Haus in Paddington, 2016.

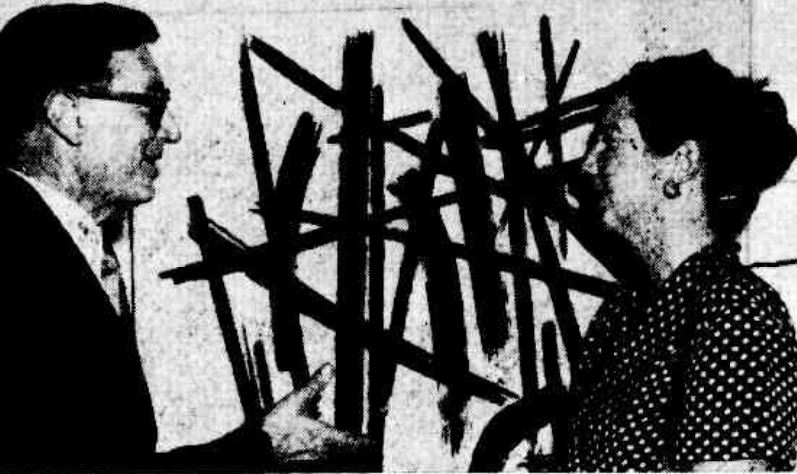
Margaret Olley mit Sam Hughes auf der Ausstellung French Painting Today, Sydney 1953.

1965 kaufte sie in Paddington ein Grundstück mit einem Reihenhaus und einer ehemaligen Hutfabrik, wo sie für den Rest ihres Lebens lebte und malte. Das Haus war gelegentlich Schauplatz lebhafter Dinnerpartys, an denen zuweilen der Komiker Barry Humphries und der Restaurantkritiker Leo Schofield teilnahmen. Ab den frühen 1970er Jahren war Olley mit dem Kunsthändler und Theaterdirektor Sam Hughes in einer offenen Beziehung liiert, den sie zwar als die Liebe ihres Lebens bezeichnete, jedoch „kam und ging“ Hughes im Einverständnis mit Olley, die der Institution der Ehe nie gewogen war und auch die Mutterschaft scheute. 1980 brannte das Haus ihrer Mutter nieder, wobei viele von Olleys Werken und Teile ihrer Privatsammlung zerstört wurden. Bald darauf starb ihre Mutter, 1982 folgte Sam Hughes.
Unter Einsatz seines Nachlasses widmete sich Olley darauf der Philanthropie. 1990 gründete sie den Margaret Hannah Olley Art Trust, der vor allem regionale Galerien unterstützt. Zudem spendete sie der Art Gallery of New South Wales Kunstwerke im Wert von mehr als 7 Millionen Dollar, darunter Arbeiten von Pablo Picasso, Paul Cézanne und Pierre Bonnard zusammen mit vielen ihrer eigenen Bilder. Die Galerie ernannte sie 1997 zu ihrer Gouverneurin auf Lebenszeit und benannte 2001 ihr zu Ehren die Ausstellung mit europäischen Werken des 20. Jahrhunderts nach ihr. Olley wurde 1991 zum Officer und 2006 zum Companion der Order of Australia ernannt. Sie erhielt 1997 den Status eines Australian National Treasure.
2001 führte der Tod von Freunden zu einem weiteren Tiefpunkt in Olleys Leben, an dem sie über Selbstmord nachdachte. Mit Hilfe von Medikamenten und dem Black Dog Institute erlebte sie „eine weitere Wiedergeburt“. Mit neuer Lebensfreude arbeitete sie zusammen mit Meg Stewart an ihrer 2005 erschienenen Biographie Far from a Still Life. In den letzten zwei Jahrzehnten ihres Lebens hatte Olley mit Krankheit zu kämpfen. Mehrere Stürze führten zu Knochenbrüchen, sie blieb jedoch aktiv. Mit 84 Jahren schuf sie ihr größtes Werk, ein Triptychon, das ihren gelben Lieblingsraum im Haus von Paddington darstellte, für eine Ausstellung in Brisbane 2007. In ihren letzten Monaten war sie immer schwächer geworden, dennoch nahm Olley im April 2011 an der Verleihung des Archibald-Preises teil, als erneut ihr Porträt, diesmal gemalt von Ben Quilty, zum besten Beitrag des Jahres gekürt wurde.

## Werke
- Everlasting Daisies
- Pink Bauhinea
- Cornflowers and Apples, 1991
- Venice, 1951
- The Clock
- Double Bay and Wildflowers
- Pink Datura in Green Vase, 1964
- Yellow Tablecloth with Cornflowers, 2007
- Still Life with Flowers, Plums & Oranges
- Standing Nude
- Reclining Nude
- The Kitchen Window, 1990
- Plumbago with Manet, 1994
- Girl in Brown Blouse, 1966
- Shell Collectors Wharf (Palm Beach Pit Water), 1963
- Ned Kelly, 2003

## Ehrungen

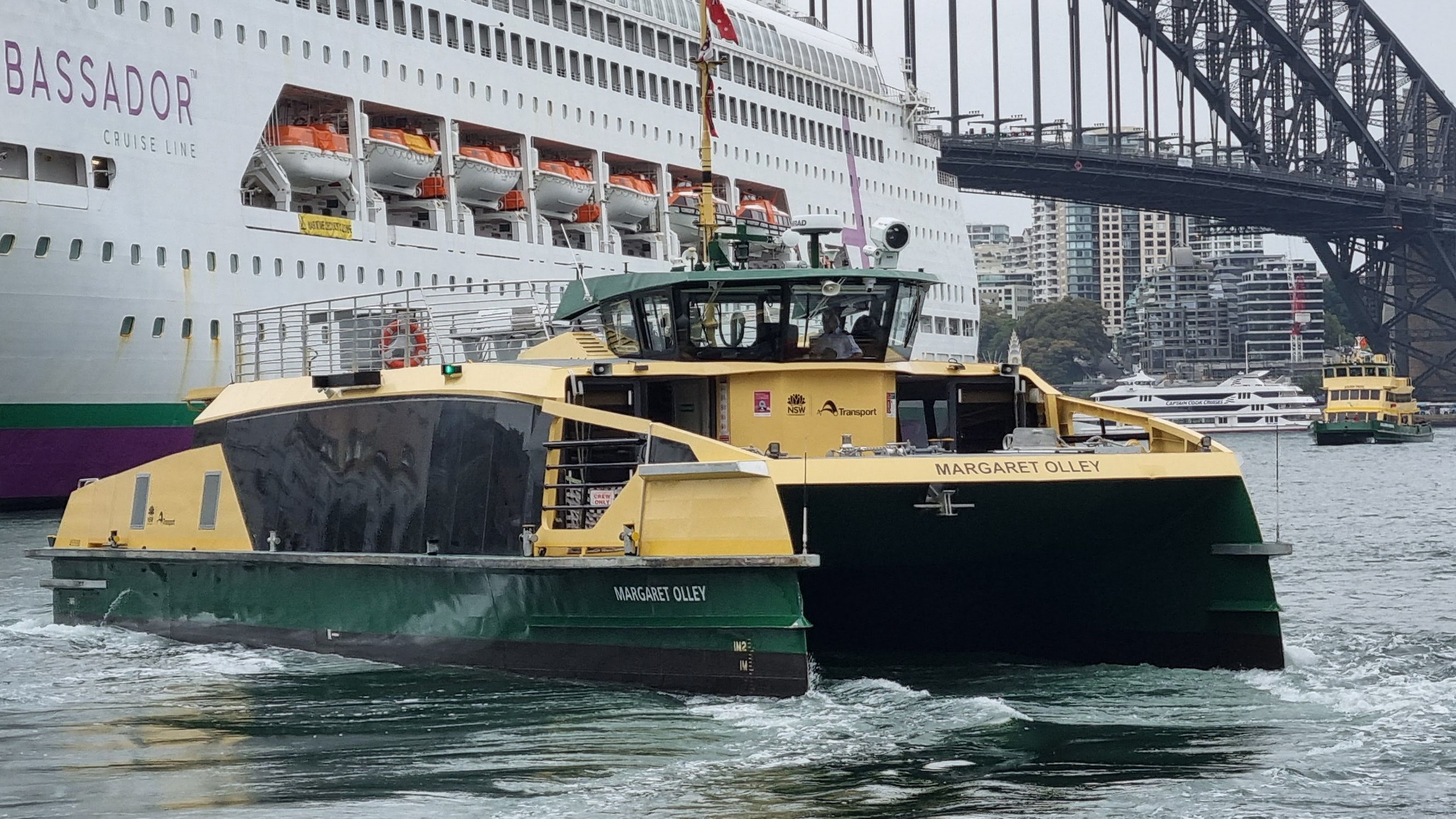
Die nach Margaret Olley benannte Fähre vor dem Overseas Passenger Terminal im Hafen von Sydney

2021 benannte Sydney Ferries, das öffentliche Fährennetz von Sydney, eine der zu dieser Zeit neuen River-Class-Fähren nach der Malerin Margaret Olley. The Tweed Regional Gallery & Margaret Olley Art Centre in Murwillumbah trägt ebenso ihren Namen.